# Aphthona occitana
Aphthona occitana es un coleóptero de la familia Chrysomelidae. Fue descrita científicamente por primera vez en 1988 por Doguet.